# Cú muỗi mỏ quặp hung
Cú muỗi mỏ quặp hung (danh pháp hai phần: Podargus strigoides) là một loài chim trong họ Cú muỗi mỏ quặp. Loài chim này được tìm thấy trên khắp lục địa Australia, Tasmania và miền nam New Guinea. Chúng thường bị nhầm lẫn là một loài cú mèo. Loài này đã được miêu tả khoa học lần đầu bởi nhà tự nhiên học người Anh John Latham.

## Miêu tả

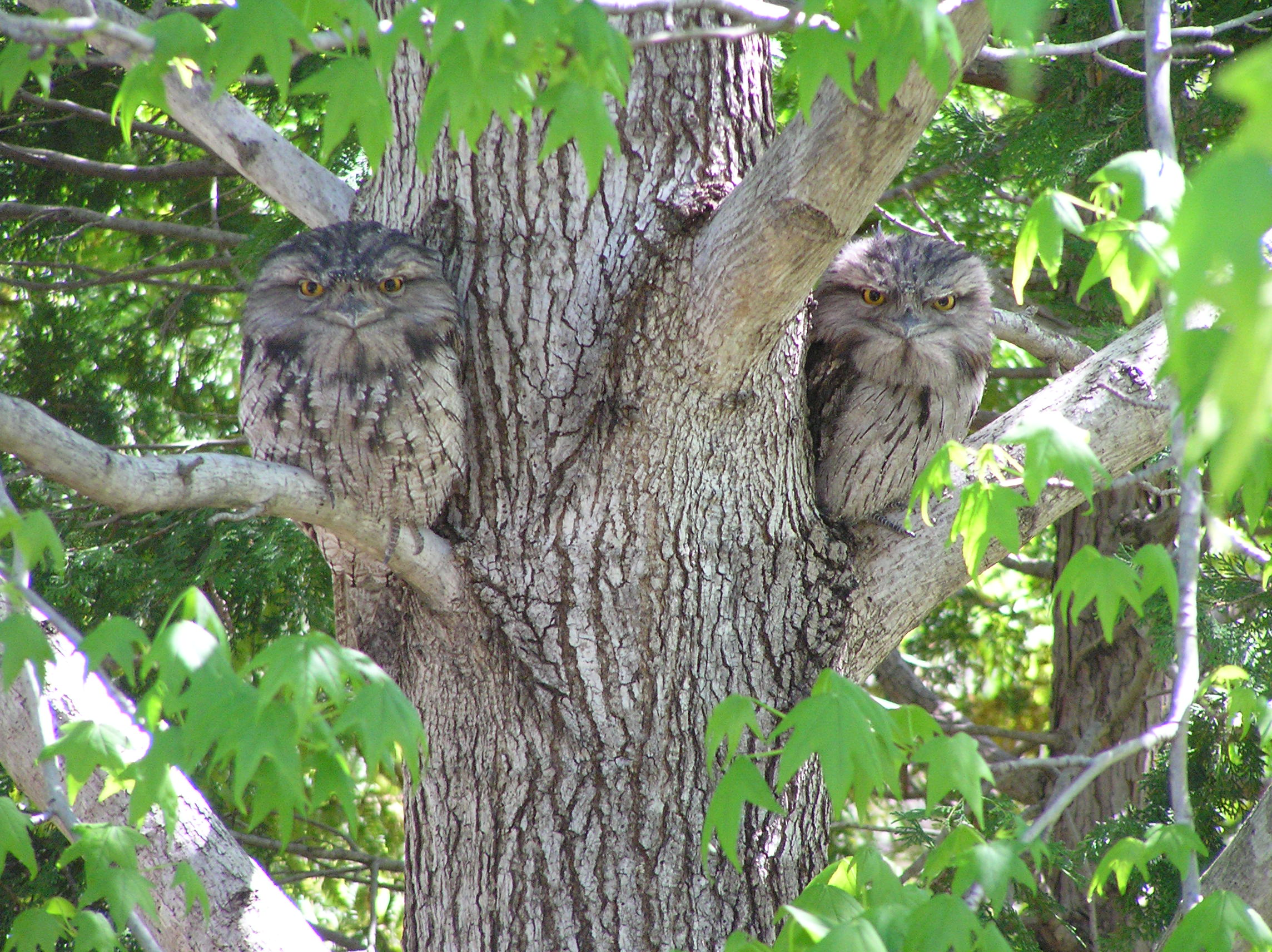
Loài cú Cú muỗi mỏ quặp hung ngụy trang trong cây, hình chụp ở Sydney, New South Wales, Úc

Chim trống và chim mái trông giống nhau, và dài 35–53 cm. Chúng có thể cân nặng tới 680 gram, và các mẫu vật quá khổ ở sở thú có thể nặng tới 1400 gram. Do đó loài này đạt trọng lượng cao nhất trong bộ Caprimulgiformes. Khối lượng trung bình của chim trống là 440 - 600 gram, và chim mái 300 - 555 gram. Sải cánh con trống 57 cm, con mái 52 cm. Chúng có mặt màu vàng và mỏ rộng với trên có một búi lông vũ cứng.

## Phân loài
Có 3 phân loài Cú muỗi mỏ quặp hung hiện đang được công nhận:
- P. strigoides phalaenoides, tìm thấy trên khắp miền Bắc Australia về phía nam đến Great Sandy Desert, Barkly Tableland, và Vịnh Carpenteria ở Queensland.
- P. strigoides brachypterus, được tìm thấy ở phía Tây Australia về phía bắc đến Sa mạc Great Sandy, về hướng Đông Bắc đến Channel Country ở Queensland, và về hướng Đông Nam đến Murray Mallee tại tiểu bang Victoria.
- P. strigoides strigoides, được tìm thấy ở phía Đông và Đông Nam Australia từ phía bắc của Cooktown, về hướng phía Tây tới rìa nội địa của Great Dividing Range, và ở Tasmania.

## Thức ăn và săn mồi
Cú muỗi mỏ quặp hung săn mồi vào ban đêm và ban ngày ngủ trên một khúc gỗ chết hoặc nhánh cây gần với thân cây. Chúng ngụy trang tuyệt vời - khi đứng yên và thẳng, chúng trông giống như một phần của nhánh cây.
Cú muỗi mỏ quặp hung hầu như chỉ ăn côn trùng, hiếm khi là ếch nhái và các con mồi nhỏ khác như thắn lằn hay chuột nhắt. Đôi mắt lớn và thính giác tốt hỗ trợ chúng rất nhiều khi săn mồi về đêm. Khác với các loài chim cú thực sự thường bay vòng quanh cả đêm khi săn mồi và săn mồi khi đang bay, Cú muỗi mỏ quặp nói chung vẫn ngồi yên trên một cành cây thấp chờ đợi cho con mồi đến, hoặc đôi khi lao xuống con mồi trên mặt đất. Một điểm khác với chim cú thực sự nữa là chim cú bắt mồi bằng móng vuốt, còn Cú muỗi mỏ quặp có móng vuốt yếu hơn nên thường bắt mồi bằng mỏ.

## Sinh sản
Cú muỗi mỏ quặp hung cặp đôi với nhau cho đến khi một trong hai con chết. Mùa sinh sản diễn ra từ tháng tám đến tháng mười hai. Sau khi giao phối, con cái đẻ hai hoặc ba quả trứng vào một lớp lót lá cây xanh trong tổ. Cả hai con bố mẹ thay nhau ấp đến khi trứng nở khoảng 25 ngày sau. Cả bố lẫn mẹ đều tham gia nuôi con.